# Непорожня Галина Борисівна
Галина Борисівна Непорожня, до шлюбу Цекало (19 березня 1942, Ульяновськ (РРФСР) — 26 травня 2017, Лас-Пальмас-де-Гран-Канарія (Іспанія)) — українська піаністка, педагогиня.

## Біографія
Галина Цекало народилася 19 березня 1942 р. в м. Ульяновськ (РРФСР).
Закінчила Київську Середню Спеціальну музичну школу-інтернат ім. М. В. Лисенко (клас викладачів Рози Михайлівни Рожок і Євгенії Володимирівни Фрейнкін).
У 1966 році закінчила Київську Державну Консерваторію ім. П. І. Чайковського (клас українського і російського піаніста О. О. Александрова).
У 1968 р. закінчила аспірантуру Київської Консерваторії (клас народної артистки Росії, професора Тетяни Кравченко). У 1977 р. стажувалась в Московській консерваторії в класі проф. Р. Р. Керера.
Концертно-виконавську діяльність почала ще в студентські роки. В її концертному репертуарі твори Й.С. Баха, В.А. Моцарта, Л. Бетховена, Ф. Шопена, Р. Шумана, Й. Брамса, М. Равеля, Б. Бартока, І. Стравінського, С. Прокоф'єва.
Має фондові записи на Українському радіо.
З 1969 до 2000 року викладала на кафедрі спеціального фортепіано Київської Державної Консерваторії ім. П. І. Чайковського. Серед її вихованок та вихованців: Тетяна Трипільська (Україна), Наталія Лукашенко (Україна), Тетяна Дмитренко (США), Тетяна Митрофанова (Нідерланди), Наталія Борисенко (Україна), Дмитро Кубишкін (Канада), Олександр Бурденко (Німеччина), Geraldina Méndez (Венесуела), Тетяна Борисенко (Україна), Галина Савельєва (Україна) та багато інших.
У 2000-2012 рр. працювала у Консерваторії Аренас-Альбеніс (Канарські острови, Іспанія).
Померла 26 травня 2017 р. в місті Лас-Пальмас-де-Гран-Канарія (Іспанія).
У 2017 році у пам'ять Галини Непорожньої в Іспанії було засновано конкурс юних піаністів та знято відеофільм. 30 березня 2018 р. в малому залі Національної музичної академії України ім. П. І. Чайковського відбувся концерт пам'яті Галини Непорожньої.